# Пюник (футбольный клуб)
«Пюни́к» (полное название — Футбольный клуб «Пюник», арм. «Փյունիկ» Ֆուտբոլային Ակումբ) — армянский профессиональный футбольный клуб из города Ереван, основанный в 1992 году. Название клуба в переводе на русский язык означает «Феникс». Является 16-кратным чемпионом Армении (рекорд), 8-кратным обладателем Кубка Армении (рекорд) и 10-кратным обладателем Суперкубка Армении (рекорд). Завоевав 34 трофея, «Пюник» — самый титулованный футбольный клуб Армении.

## Названия
- 1992—1995 — «Оменетмен» (или АОСС)[2]
- 1995—1999 — «Пюник» (см. также Киликия (футбольный клуб)#Под вывеской «Пюника» (1995—1999))
- 2000 — «Арменикум»en
- с 2001 — «Пюник»

## История
Клуб был основан в 1992 году. Первоначальным названием команды являлось АОСС или «Оменетмен» (Հոմենտմեն Երևան) и было дано в честь аббревиатуры названия Армянского спортивного всеобщего союза и армянского скаутского движения.
В 1992 году по итогам первого чемпионата Армении клуб АОСС завоевал титул чемпиона. В 1995 году был переименован в «Пюник», а в 1999-м расформирован. В 2001 году был воссоздан на базе дебютанта Премьер-лиги — клуба «Арменикум»en.
«Арменикум» был создан в начале 2000 года, когда президентом клуба стала легенда «Арарата» — Хорен Оганесян. Дебютное участие в первенстве Армении состоялось в 2000 году в Первой лиге. В упорной борьбе с «Карабахом» команда за тур до окончания турнира заняла первое место и вышла в Премьер-лигу.
Лучшим бомбардиром с 17-ю мячами стал Вадим Каграманов, который первый круг первенства провёл в «Арменикуме». Забив 13 мячей за клуб, Каграманов перешёл в «Динамо»-2.
До начала чемпионата клуб был реорганизован и включён в воссозданный «Пюник», который тем самым получил право играть в Премьер-лиге.
В первом же сезоне в Премьер-лиге после своего воссоздания команда привлекла внимание своей игрой и крупными победами над соперниками. Обеспечив себе чемпионство за несколько туров, команда позволила себе немного расслабиться, что вылилось в ничью и два поражения в заключительных турах. Дойдя до полуфинала Кубка, «Пюник» в обоих матчах проиграл с одинаковым счётом 1:2 «Мике». По итогам сезона лучшим бомбардиром Премьер-лиги стал Арман Карамян, забивший 21 мяч, а также Вардан Минасян, победивший в номинации лучший игрок года.
Владельцем клуба ранее являлся президент Федерации футбола Армении Рубен Айрапетян, который в январе 2009 года продал клуб Самвелу Алексаняну. Самвел Алексанян, также, как и его предшественник, является известным предпринимателем и депутатом армянского парламента.
В 2017 году футбольный клуб приобрёл армянский бизнесмен Артур Согомонян. После того, как в сезоне 2017—2018 клуб опустился на 5 место, в июне 2018 года главным тренером был назначен российский тренер Андрей Талалаев, который до этого возглавлял клуб ФНЛ «Тамбов». Контракт с 45-летним специалистом был подписан по схеме «2+1». Однако в апреле 2019 года Талалаев перебрался в «Химки». Его сменил другой российский специалист Александр Тарханов. Под его руководством команда дошла до третьего квалификационного раунда Лиги Европы УЕФА 2019/20, где была разгромлена английским «Вулверхэмптоном» (0:8 по сумме двух встреч). Чемпионат Армении 2019/2020 команда провела неудачно, заняв только 7-е место, и попала в утешительную группу за 7-9 места, где заняла 8-е место. 
7 января 2021 года команду возглавил Егише Меликян. Под его руководством команда завершила национальный чемпионат только на 7-м месте. Следующий сезон чемпионата ознаменовался успехом, команда впервые за 7 лет стала чемпионом страны, обогнав «Арарат-Армению» на одно очко (75 баллов против 74). В июле 2022 года команда впервые из армянских клубов прошла два квалификационных раунда Лиги чемпионов УЕФА. Проиграв третий раунд сербскому клубу «Црвена звезда», команда переместилась в плей-офф раунд квалификации Лиги Европы УЕФА 2022/2023, где в упорной борьбе уступила «Шерифу» (0:0 по сумме двух встреч и 2:3 по послематчевым пенальти). Таким образом, команда продолжила своё выступление в групповом раунде Лиги конференций, став вторым армянским клубом в истории групповых раундов еврокубков. 15 сентября 2022 года команда обыграла братиславский «Слован» в рамках второго тура группового этапа Лиги конференций УЕФА, став первой армянской командой, выигравшей матч в групповом раунде еврокубков. В итоге команда заняла только третье место, таким образом завершилось первое выступление команды в турнире. 
В августе 2025 года Егише Меликян покинул пост главного тренера команды. Новым тренером стал Артак Осеян, который ранее уже возглавлял клуб.

## Выступления в еврокубках
| Сезон   | Сезон   | Турнир                | Раунд                   | Соперник                | Дома | В гостях      | Общий счёт |  |
| ------- | ------- | --------------------- | ----------------------- | ----------------------- | ---- | ------------- | ---------- |  |
| 2002/03 | 2002/03 | Лига чемпионов УЕФА   | Первый отборочный раунд | Тампере Юнайтед         | 2:0  | 4:0           | 6:0        |  |
| 2002/03 | 2002/03 | Лига чемпионов УЕФА   | Второй отборочный раунд | Динамо Киев             | 2:2  | 0:4           | 2:6        |  |
| 2003/04 | 2003/04 | Лига чемпионов УЕФА   | Первый отборочный раунд | КР Рейкьявик            | 1:0  | 1:1           | 2:1        |  |
| 2003/04 | 2003/04 | Лига чемпионов УЕФА   | Второй отборочный раунд | ЦСКА София              | 0:2  | 0:1           | 0:3        |  |
| 2004/05 | 2004/05 | Лига чемпионов УЕФА   | Первый отборочный раунд | Победа                  | 1:1  | 3:1           | 4:2        |  |
| 2004/05 | 2004/05 | Лига чемпионов УЕФА   | Второй отборочный раунд | Шахтёр Донецк           | 1:3  | 0:1           | 1:4        |  |
| 2005/06 | 2005/06 | Лига чемпионов УЕФА   | Первый отборочный раунд | Хака                    | 2:2  | 0:1           | 2:3        |  |
| 2006/07 | 2006/07 | Лига чемпионов УЕФА   | Первый отборочный раунд | Шериф                   | 0:0  | 0:2           | 0:2        |  |
| 2007/08 | 2007/08 | Лига чемпионов УЕФА   | Первый отборочный раунд | Дерри Сити              | 2:0  | 0:0           | 2:0        |  |
| 2007/08 | 2007/08 | Лига чемпионов УЕФА   | Второй отборочный раунд | Шахтёр Донецк           | 0:2  | 1:2           | 1:4        |  |
| 2008/09 | 2008/09 | Лига чемпионов УЕФА   | Первый отборочный раунд | Анортосис               | 0:2  | 0:1           | 0:3        |  |
| 2009/10 | 2009/10 | Лига чемпионов УЕФА   | Второй отборочный раунд | Динамо Загреб           | 0:0  | 0:3           | 0:3        |  |
| 2010/11 | 2010/11 | Лига чемпионов УЕФА   | Второй отборочный раунд | Партизан Белград        | 0:1  | 1:3           | 1:4        |  |
| 2011/12 | 2011/12 | Лига чемпионов УЕФА   | Второй отборочный раунд | Виктория Пльзень        | 0:4  | 1:5           | 1:9        |  |
| 2012/13 | 2012/13 | Лига Европы УЕФА      | Первый отборочный раунд | Зета                    | 0:3  | 2:1           | 2:4        |  |
| 2013/14 | 2013/14 | Лига Европы УЕФА      | Первый отборочный раунд | Тетекс                  | 1:0  | 1:1           | 2:1        |  |
| 2013/14 | 2013/14 | Лига Европы УЕФА      | Второй отборочный раунд | Жальгирис               | 1:1  | 0:2           | 1:3        |  |
| 2014/15 | 2014/15 | Лига Европы УЕФА      | Первый отборочный раунд | Астана                  | 1:4  | 0:2           | 1:6        |  |
| 2015/16 | 2015/16 | Лига чемпионов УЕФА   | Первый отборочный раунд | Фольгоре/Фальчано       | 2:1  | 2:1           | 4:2        |  |
| 2015/16 | 2015/16 | Лига чемпионов УЕФА   | Второй отборочный раунд | Мольде                  | 1:0  | 0:5           | 1:5        |  |
| 2016/17 | 2016/17 | Лига Европы УЕФА      | Первый отборочный раунд | Европа                  | 2:1  | 0:2           | 2:3        |  |
| 2017/18 | 2017/18 | Лига Европы УЕФА      | Первый отборочный раунд | Слован Братислава       | 1:4  | 0:5           | 1:9        |  |
| 2018/19 | 2018/19 | Лига Европы УЕФА      | Первый отборочный раунд | Вардар                  | 1:0  | 2:0           | 3:0        |  |
| 2018/19 | 2018/19 | Лига Европы УЕФА      | Второй отборочный раунд | Тобол                   | 1:0  | 1:2           | 2:2        |  |
| 2018/19 | 2018/19 | Лига Европы УЕФА      | Третий отборочный раунд | Маккаби Тель-Авив       | 0:0  | 1:2           | 1:2        |  |
| 2019/20 | 2019/20 | Лига Европы УЕФА      | Первый отборочный раунд | Шкупи                   | 3:3  | 2:1           | 5:4        |  |
| 2019/20 | 2019/20 | Лига Европы УЕФА      | Второй отборочный раунд | Яблонец                 | 2:1  | 0:0           | 2:1        |  |
| 2019/20 | 2019/20 | Лига Европы УЕФА      | Третий отборочный раунд | Вулверхэмптон Уондерерс | 0:4  | 0:4           | 0:8        |  |
| 2022/23 | ЛЧ      | Лига чемпионов УЕФА   | Первый отборочный раунд | ЧФР                     | 0:0  | 2:2, пен. 4:3 | 2:2 4:3    |  |
| 2022/23 | ЛЧ      | Лига чемпионов УЕФА   | Второй отборочный раунд | Ф91 Дюделанж            | 0:1  | 4:1           | 4:2        |  |
| 2022/23 | ЛЧ      | Лига чемпионов УЕФА   | Третий отборочный раунд | Црвена звезда           | 0:2  | 0:5           | 0:7        |  |
| 2022/23 | ЛЕ      | Лига Европы УЕФА      | Раунд плей-офф          | Шериф                   | 0:0  | 0:0, пен. 2:3 | 0:0 2:3    |  |
| 2022/23 | ЛК      | Лига конференций УЕФА | Групповой этап Группа A | Базель                  | 1:2  | 1:3           | 3-е место  |  |
| 2022/23 | ЛК      | Лига конференций УЕФА | Групповой этап Группа A | Слован                  | 2:0  | 1:2           | 3-е место  |  |
| 2022/23 | ЛК      | Лига конференций УЕФА | Групповой этап Группа A | Жальгирис               | 2:0  | 1:2           | 3-е место  |  |
| 2023/24 | 2023/24 | Лига конференций УЕФА | Первый отборочный раунд | Нарва-Транс             | 2:0  | 3:0           | 5:0        |  |
| 2023/24 | 2023/24 | Лига конференций УЕФА | Второй отборочный раунд | Кальмар                 | 2:1  | 2:1           | 4:2        |  |
| 2023/24 | 2023/24 | Лига конференций УЕФА | Третий отборочный раунд | Будё-Глимт              | 0:3  | 0:3           | 0:6        |  |
| 2024/25 | ЛЧ      | Лига чемпионов УЕФА   | Первый отборочный раунд | Динамо (Минск)          | 0:1  | 0:0           | 0:1        |  |
| 2024/25 | ЛК      | Лига конференций УЕФА | Второй отборочный раунд | Струга                  | 3:1  | 1:2           | 4:3        |  |
| 2024/25 | ЛК      | Лига конференций УЕФА | Третий отборочный раунд | Ордабасы                | 1:0  | 1:0           | 2:0        |  |
| 2024/25 | ЛК      | Лига конференций УЕФА | Раунд плей-офф          | Целе                    | 1:0  | 1:4           | 2:4        |  |
| 2025/26 | 2025/26 | Лига конференций УЕФА | Первый отборочный раунд | Тре Пенне               | 5:0  | 0:1           | 5:1        |  |
| 2025/26 | 2025/26 | Лига конференций УЕФА | Второй отборочный раунд | Дьёр                    | 2:1  | 1:3           | 3:4        |  |

| Турнир                | Игры | Победы | Ничьи | Поражения | Голов забито | Голов пропущено |
| --------------------- | ---- | ------ | ----- | --------- | ------------ | --------------- |
| Лига чемпионов УЕФА   | 42   | 9      | 10    | 23        | 36           | 69              |
| Лига Европы           | 28   | 9      | 7     | 12        | 27           | 48              |
| Лига конференций УЕФА | 22   | 12     | 0     | 10        | 33           | 29              |
| Итого                 | 92   | 30     | 17    | 45        | 96           | 146             |

### Крупнейшие победы и поражения
Самые крупные победы:
- «Пюник» — «Лори» Ванадзор — 13:2 (2002 год)
- «Пюник» — «Киликия» Ереван — 12:1 (2006 год)
- «Пюник» — «Аракс» Арарат — 11:0 (2003 год)

В еврокубках:
- «Пюник» — «Тре Пенне» (Сан-Марино) — 5:0

Самые крупные поражения:
- «Пюник» — «Ширак» Гюмри — 0:3 (2002 год)
- «Пюник» — «Гандзасар» Капан — 0:3 (2008 год)

В еврокубках:
- «Мольде» (Норвегия) — «Пюник» — 5:0 (2015 год)
- Слован (Братислава) (Словакия) — «Пюник» — 5:0 (2017 год)
- Црвена звезда (Сербия) — «Пюник» — 5:0 (2022 год)

## Состав

### Основной состав
| 32 | Флаг Армении  | Вр  | Сергей Микаелян          | 2002 |  |  |  |  |  |
| 71 | Флаг Армении  | Вр  | Станислав Бучнев         | 1990 |  |  |  |  |  |
| 98 | Флаг России   | Вр  | Никита Алексеев          | 2002 |  |  |  |  |  |
|    |               |     |                          |      |  |  |  |  |  |
| 3  | Флаг Армении  | Защ | Арман Оганесян           | 1993 |  |  |  |  |  |
| 5  | Флаг Армении  | Защ | Вараздат Ароян (капитан) | 1992 |  |  |  |  |  |
| 6  | Флаг Бразилии | Защ | Жуниньо                  | 1995 |  |  |  |  |  |
| 11 | Флаг Франции  | Защ | Жоэль Бопесу             | 1995 |  |  |  |  |  |
| 15 | Флаг России   | Защ | Михаил Коваленко         | 1995 |  |  |  |  |  |
| 22 | Флаг Бразилии | Защ | Алемао                   | 1992 |  |  |  |  |  |
| 33 | Флаг Армении  | Защ | Тарон Восканян           | 1993 |  |  |  |  |  |
| 95 | Флаг Украины  | Защ | Антон Братков            | 1993 |  |  |  |  |  |
|    |               |     |                          |      |  |  |  |  |  |
| 4  | Флаг Армении  | ПЗ  | Соломон Удо              | 1995 |  |  |  |  |  |
| 7  | Флаг Армении  | ПЗ  | Эдгар Малакян            | 1990 |  |  |  |  |  |
| 10 | Флаг Армении  | ПЗ  | Артур Григорян           | 1993 |  |  |  |  |  |

| 20 | Флаг Бразилии     | ПЗ  | Лукас Виллела    | 1994 |  |  |  |  |  |
| 25 | Флаг России       | ПЗ  | Даниил Куликов   | 1998 |  |  |  |  |  |
| 35 | Флаг Армении      | ПЗ  | Петрос Алекян    | 2005 |  |  |  |  |  |
| 66 | Флаг Португалии   | ПЗ  | Мартин Майя      | 1998 |  |  |  |  |  |
| 92 | Флаг Гаити        | ПЗ  | Брайан Альцеус   | 1996 |  |  |  |  |  |
| 97 | Флаг Армении      | ПЗ  | Давид Давидян    | 1997 |  |  |  |  |  |
|    |                   |     |                  |      |  |  |  |  |  |
| 8  | Флаг Кот-д’Ивуара | Нап | Серж Дебле       | 1989 |  |  |  |  |  |
| 9  | Флаг Литвы        | Нап | Матас Варейка    | 2000 |  |  |  |  |  |
| 14 | Флаг Нигерии      | Нап | Юсуф Отубанджо   | 1992 |  |  |  |  |  |
| 17 | Флаг Армении      | Нап | Левон Петросян   | 2004 |  |  |  |  |  |
| 21 | Флаг Бразилии     | Нап | Агдон Менезес    | 1993 |  |  |  |  |  |
| 23 | Флаг Бразилии     | Нап | Вагнер Гонсалвес | 1996 |  |  |  |  |  |
| 77 | Флаг Нигерии      | Нап | Сани Бухари      | 2004 |  |  |  |  |  |
| 99 | Флаг России       | Нап | Темур Джикия     | 1998 |  |  |  |  |  |

## Достижения

### Национальные чемпионаты
Чемпион Армении (16)1992*, 1996, 1997, 2001, 2002, 2003, 2004, 2005, 2006, 2007, 2008, 2009, 2010, 2014/15, 2021/22, 2023/24
Серебряный призёр чемпионата Армении (4)1994*, 2011, 2018/19, 2022/23
Бронзовый призёр чемпионата Армении (2)2011, 2015/16
Обладатель Кубка Армении (8)2002, 2004, 2009, 2010, 2012/13, 2013/14, 2014/15
Финалист Кубка Армении (1)2006
Обладатель Суперкубка Армении (10)1997, 2002, 2004, 2005, 2007, 2008, 2010, 2011, 2015, 2024

###### Международные турниры
Бронзовый призёр кубка чемпионов Содружества 2006 (1)
* Как АОСС

### Командные призы
- Приз «Fair Play»: 2009[14], 2010[15]

### Достижения игроков
- Лучшие бомбардиры сезона:
  - 2001 — Арман Карамян (21)
  - 2002 — Арман Карамян (36)
  - 2004 — Эдгар Манучарян, Галуст Петросян (21)
  - 2010 — Маркос Пиццелли, Геворг Казарян (16)
- Лучшие футболисты года:
  - 2001 — Вардан Минасян
  - 2002 — Арман Карамян
  - 2004 — Эдгар Манучарян
  - 2007 — Левон Пачаджян
  - 2008 — Саркис Овсепян
  - 2009 — Генрих Мхитарян
  - 2010 — Карлен Мкртчян
- Лучшие вратари:
  - 2003 — Апула Эдель
  - 2004 — Апула Эдель
  - 2005 — Геворг Каспаров
- Лучшие защитники:
  - 2003 — Хосе Андре Билибио
  - 2004 — Александр Тадевосян
  - 2005 — Александр Тадевосян
- Лучшие атакующие защитники:
  - 2004 — Карл Ломбе
- Лучшие полузащитники:
  - 2003 — Левон Пачаджян
- Лучшие молодые футболисты:
  - 2007 — Геворг Казарян
  - 2009 — Давид Маноян
- Лучшие молодые защитники:
  - 2007 — Роберт Арзуманян
- Открытие сезона:
  - 2005 — Роберт Арзуманян
  - 2009 — Давид Маноян
- Лучший легионер:
  - 2004 — Карл Ломбе
- Самый перспективный футболист:
  - 2009 — Давид Маноян
- Лучший тренер:
  - 2009 — Вардан Минасян
  - 2010 — Вардан Минасян

## Совет директоров
- Владелец и председатель совета директоров клуба —  Артур Согомонян
- Член совета директоров —  Роберт Гаспарян
- Член совета директоров, генеральный директор клуба —  Владислав Хапсас
- Член совета директоров —  Дарья Спивак
- Член совета директоров —  Нобель Арустамян

## Тренерский штаб
- Главный тренер —  Артак Осеян
- Старший тренер —  Роман Монарёв
- Тренер вратарей —  Владимир Варданян
- Тренер по физподготовке —  Чиро Хоссейни Вардей